# Модерна физика
Модерна физика се најчешће односи на пост-Њутновску физику, што се примарно односи на теорије које се заснивају на физици малих честица, тј. квантној физици или на Ајнштајновој теорији релативности. Општије, под модерном физиком се сматра сва физика развијена од краја 20. века па до данас.

## Настајање модерне физике
Крајем 20. века, када су основне гране физике попут класичне механике, термодинамике, електромагнетизма, оптике биле познате као потпуне и заокружене теорије 
Открића на којима је формирана модерна физика:
- Развој атомске физике
- Зрачење апсолутно црног тела
- Франк-Херцов експеримент
- Радерфордов оглед
- Гравитациона сочива
- Мајкелсон-Морлијев експеримент
- Фотоелектрични ефекат
- Квантна термодинамика
- Радиоактивност
- Штерн-Герлахов експеримент
- Двојна (таласно-честична) природа